# レーベンスボルン

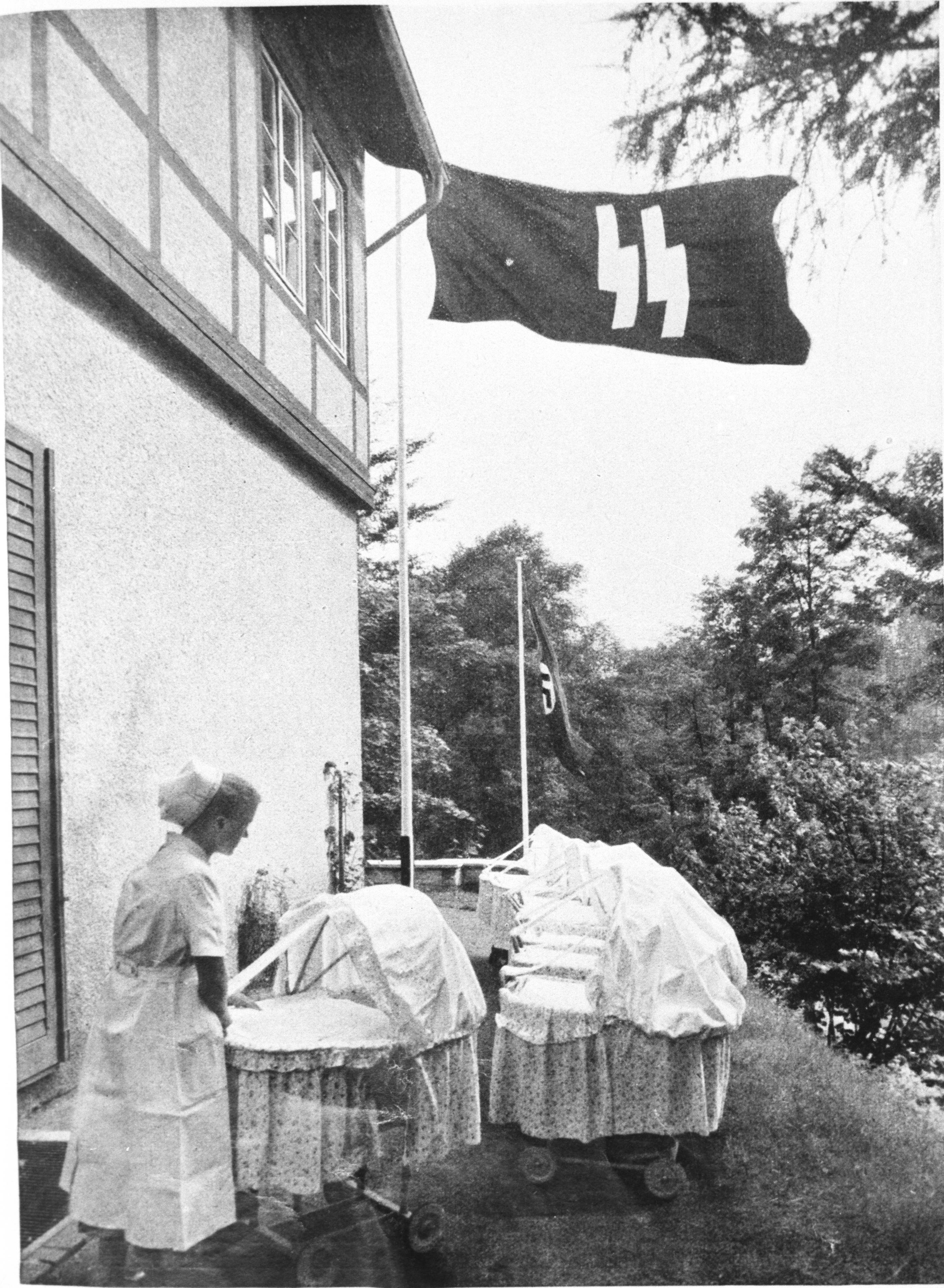
レーベンスボルンの誕生の家（1943年、上部は親衛隊の旗）

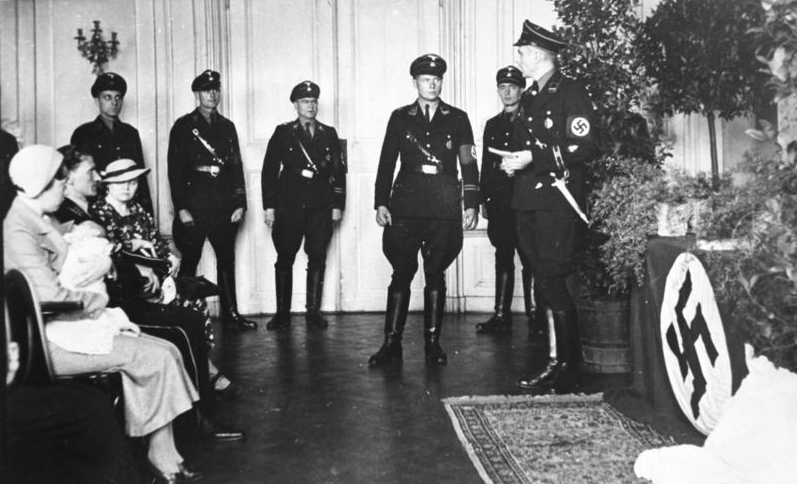
レーベンスボルンで生まれた子供の洗礼の様子

レーベンスボルン（ドイツ語: Lebensborn）は、ナチ親衛隊（SS）がドイツ民族の人口増加と「純血性」の確保を目的として設立した女性福祉施設。一般的に「生命の泉」または「生命の泉協会」と翻訳されることが多い。ユダヤ人絶滅のための強制収容所と対照をなす、アーリア人増殖のための施設である。親衛隊員と関係を持った未婚の女性が出産する施設などを運営していた。施設はドイツ国内と占領地域あわせて25ヵ所あった。

## レーベンスボルン設立に至るまでの経緯
ドイツでは、第一次世界大戦で多数の兵士が死亡したため男性が不足しており、第一次世界大戦終戦時は25歳から30歳の女性4人に対して男性は1人しかしない、という状況であった。そして、ハイパーインフレや世界恐慌などにより出生率は下がっていた（詳細はドイツの人口統計参照）。1933年、政権を獲得したナチス党はその状況を打破するために、子供を増やすための政策を次々に施行していった
。具体的には、当時社会進出が進みつつあった女性を家庭（育児）に戻す政策や、多産を実現するため避妊具の広告を禁止、堕胎を行った場合は厳罰処分を科すなどといったものがあった。堕胎については、ヴァイマル共和政時代でも違法とされ罰金処分が科せられていたが、ナチス・ドイツ時代には長期の懲役刑が科せられるようになった。また厳格にするだけでなく、多産した母親に対しては、母親十字章を授与するなどしていた。一方で、アドルフ・ヒトラーはナチス党の集会や自著の我が闘争などで、ドイツ人の優越性、血の純血や劣等人種を除去することで、ドイツ民族は強化されると主張し、断種法を制定。遺伝性疾患が認められる女性についての医師の申告義務を制定し、優生裁判所をドイツ各地に設置し、民族的基準を満たしていないものは去勢するなどし、第二次世界大戦が開戦するまでに、32万人が断種させられた  。1931年12月31日には、親衛隊人種及び移住本部（通称・RuSHA）が設立され、後のレーベンスボルンはRuSHAが管理することになる 。

## レーベンスボルン設立
SS長官兼ドイツ警察長官ハインリヒ・ヒムラーは、婚外子を身ごもった女性は、不利益を被ることが多く、それら女性に対しての保護と出産後の扶助をすべきと考え、それら女性の出産施設として、1935年12月12日、レーベンスボルン（別名：生命の泉協会）を設立した 。1936年8月15日、レーベンスボルンは最初の施設「高地荘」をバイエルン州エーベルスベルク郡シュタインヘーリンクに開設した。
ただし、レーベンスボルンは、当初は出産を控えたSS隊員や警察組織の妻の出産施設であった。設立間もない時点での会員数は約1万人で9つの支部から構成されていた。しかし、レーベンスボルンでの出産にあたっては、ドイツ人の中でも選ばれた者のみが出産ができ、希望者100人中50人以上がSSの容姿や体形などが基準を満たさない女性であるとして、受け入れを拒否されていた。
親衛隊の長官であるハインリヒ・ヒムラーは、1936年9月の回覧文書で、SSの隊員は4人の子供を設けることを命じ、そのためにはこれまでの慣習に囚われないことを表明し、もしも子供に恵まれないSS隊員がいれば、彼らにレーベンスボルンで出産した子供を養子縁組することを保証していた  。
レーベンスボルンの運営費用については、様々な資金源があり、入会会員（SS隊員）からの会費、ユダヤ人の没収財産、またSSに対しての大企業の寄付金の割り当てなどがあった  。ユダヤ人の没収財産については、約9300万ライヒスマルクを没収し、それらもレーベンスボルンに割り当てられていたとされている。SS隊員の会費については、独身であるSS隊員は年齢に応じて高くなるようになっていた 。
レーベンスボルンの施設は、退去させたユダヤ人や、逮捕したヒトラーの政敵の住宅を使用しており、ミュンヘンのレーベンスボルンの施設は、作家トーマス・マンの自宅であった。戦後、ニュルンベルク継続裁判で被告となったマックス・ゾルマンは、レーベンスボルンの施設は、空き家になっていた家を使用したと主張した。また、（ゲットー蜂起によって実現には至らなかったが）ワルシャワ・ゲットーから医療設備や、家具を収奪する計画があったことから、収奪物によって施設の運営を行なっていたことが常態化していたといえる。
レーベンスボルン加入にあたっては、当初は、SSの高級将校に加入資格があったが、1942年からは、SS隊員は加入が義務付けられ、女性の加入については、アーリア人としての特徴が祖父母の代まで遡及して認められた者に加入資格があったが、これも後に基準が緩和され、ドイツ人でなくても基準を満たせば加入が認められた。レーベンスボルンの女性は、第二次世界大戦中であっても、豪華な食事を摂ることができ、週に1度はチョコレート、紅茶、コーヒーを提供されていた。しかし、一方で、レーベンスボルンの女性への食生活には、様々なルールがあり、良質な子供を産むために、ビタミンの摂取量や野菜の摂取方法などが厳守させられていた。
第二次世界大戦勃発後の、1939年10月28日、ヒムラーは、親衛隊に対してある命令を発出した。その命令は、婚外子であっても、子供を産むことを奨励するもので、これについては国防軍だけでなく、ナチス党内からも異論が噴出した。ヒムラーはこの異論を受けて、1939年12月のフェルキッシャー・ベオバハターに掲載された、副総統ルドルフ・ヘスの未婚の母親についての見解を持ち出し、反対派の意見を封じた。
ヒムラーはドイツ国内とナチス・ドイツが占領した国に合計20か所以上のレーベンスボルンの施設を創設した。
しかし、多数のレーベンスボルンを作るなどして、多産を実現しようとしたヒムラーの努力は報われなかった。レーベンスボルン主任医官のグレゴル・エーブネルは、レーベンスボルンの施設での幼児死亡率については、当時のドイツの平均値である6%よりも2%低い4%であると主張していたが、これについてはSS内部でも虚偽であるという指摘がなされ、実際には8%の死亡率であったと指摘されている。そして、1939年12月31日の統計では、SS隊員の平均出生人数は、当時のドイツ国民の人数とさほど変わらず、ヒムラーがSS隊員に対して求めていた、1人のSS隊員に対して4人の子供をもうけることはかなわなかった。また、そうこうしている内に、戦争によって人的被害が出ていたこと、時間がかかりすぎることもあり、ヒムラーは別の手段を考える。
ヒムラーは、1941年6月の回覧文書で、基準を満たすポーランド人の子供は、我々（ドイツ）の手で育てるべきだという、拉致を容認するような発言内容を提出し、同年冬には、SSに対して、ポーランド人の子供の内、人種的価値を満たす子供を拉致する命令を発出した。拉致は、まずは同盟国であったルーマニアから25人の子供を拉致し始めたことを皮切りに、ナチス・ドイツが占領した様々な国から拉致を行ない、その国には、ポーランド、ユーゴスラビア、チェコスロヴァキア、ベラルーシ、ノルウェー、ベルギー、デンマーク、フランス、オランダ、ルクセンブルク、ウクライナ、ハンガリーがあった 。拉致してきた人数については、全体では数十万人以上で、国別ではポーランドは20万人以上、ウクライナとハンガリーの両国を合わせて5万人以上とされている   。拉致した子供は、ドイツ語で話すことを強要され、子供の名前も、身元の特定を困難にするために元の名前の発音に近い名前をドイツ語風にした名前に変更するか、一般的なドイツ人の名前が付けられた 。レーベンスボルンは、拉致した子供を懐柔するために（子供に対して）元々の生活環境は悪く、両親もアルコール中毒など余り良からぬ理由で死亡したと伝え、これによって（子供は）劣悪な環境からナチス・ドイツは救ってくれたという刷り込みを行っていた。
拉致した子供の中には、ラインハルト・ハイドリヒ暗殺後の報復によって虐殺されたリディツェの子供もおり、ゲルマン化が望めない子供は殺害された。
拉致を行なった組織は、親衛隊のみならず、国防軍など複数の組織が関与しており、拉致した子供の移送はドイツ赤十字が担当していた 。
こうして、拉致された子供は、ドイツ人家庭に養子又は里子として提供された。
ヒムラーは、レーベンスボルンで生まれた子供の名付け親になるなど、同協会の活動に力を入れ、ヒムラーの想定では、1980年までには、北方人種の人口は1億2000万人に到達する想定だった 。

### 戦後
第二次世界大戦終盤にもなると、レーベンスボルンは、拉致の証拠書類や、戸籍に関する書類は焼き捨てるなどしていた。レーベンスボルンについては、ニュルンベルク継続裁判の1947年10月の親衛隊人種及び移住本部裁判で取り上げられた。当該裁判の訴訟の対象となった組織は、ドイツ民族性強化国家委員本部、 親衛隊人種及び移住本部などがあり、14人が被告となった。レーベンスボルンの被告は、レーベンスボルン代表者、マックス・ゾルマン、主要健康局局長グレゴル・エーブネル、主要法律局局長グンター・テッシュ、唯一の女性被告で主要A局局長代理インゲ・フィルメッツが被告。起訴理由は、ドイツの強化と敵国の弱体化を図り、ポーランド、ユーゴスラビア、チェコスロヴァキア、ノルウェーなどから、子供を拉致し、戸籍を改ざん、強制労働への使役と、ユダヤ人の財産没収が起訴理由としてあげられた。証拠書類は2000件近くにもなり、証人も116人が出廷した。
親衛隊人種及び移住本部裁判の判決は、1948年3月10日に判決が下されたが、レーベンスボルンの被告の判決は、戦争犯罪や人道に対する罪については無罪となり、男性被告は犯罪組織（親衛隊）に所属していた点のみによって、懲役刑となった 。唯一の女性被告であったフィルメッツは、親衛隊に所属していなかったため無罪で、マックス・ゾルマンとグレゴル・エーブネルは懲役2年8か月、グンター・テッシュは懲役2年10か月の短期の懲役刑で、懲役の日付の起算日は、逮捕から判決の日までとなっていたため、判決後は即釈放された。また、レーベンスボルンは裁判では社会福祉施設として判断され、拉致してきた子供を手厚く保護していたのも、減軽の決め手となった 。その他、レーベンスホルンの活動については、ナチス・ドイツが多数の子供を拉致していたことは証拠から立証されたものの、レーベンスボルンが拉致に積極的に関与した証拠がなく立証されず、拉致した子供については極僅かな比率でしかレーベンスボルンに割り当てられなかったことや、レーベンスボルンが、子供の選別にかかわったことは立証されなかった。
ただし、1950年2月13日にも、ミュンヘンで裁判が行われ、この時は前述のゾルマン、エーブネル、フィルメッツ3人の被告に加え、ゾルマンの助手を務めていた4人の合計7人が被告となり、この時は全員有罪となった。

### レーベンスボルンの子供のその後
レーベンスボルンによって、戦時中ドイツ人家庭に養子縁組をされた拉致児童は、戦後様々な運命をたどった。自身がドイツ人でないことを知って実の親元へと帰った者、成長するにつれ実の子供でないことを察知して、養親に問い詰めて真実を知って実の親を探す者、親（と思っていた人物）が死去後に、自身の身の上を調査した結果、真実を知った者など、様々な者がいた    。また、仮に出身国に帰国したとしても、母国語を忘れてしまっているという問題も発生していた 。
終戦後、子供を拉致された実の親や拉致された子供の出身国は、座視せずに子供の捜索に乗り出し、比較的年上の子供については容易に見つけられたものの、幼児であった子供については、ナチス・ドイツが戸籍を改ざんするなどしたため、見つけることは困難であった。
連合国は、拉致された子供の取り扱いについては、仮に（子供を）出身国に帰還させたとしても、親がいない可能性があるため、そのままドイツに残すという方針をとった。
拉致された元・子供は、自分の身元を探す際に国際追跡サービスという公文書館を頼ったが、1955年のパリ協定の発効協定の条項には、ナチス・ドイツの被害者とその家族を傷つける恐れのある情報についての公開を禁止する条項が含まれていた。これにより、レーベンスボルンで生まれた子供についての情報を得られなくなってしまう。これらの情報が完全公開されたのは2007年のことだった。

#### ノルウェーについて
ナチスは、ノルウェーを金髪碧眼が多い理想的な北方人種と見なしており、20数か所あるレーベンスボルンの施設の内、9か所ないし11か所がノルウェーに集中していた。そして、ヒムラーは親衛隊員や国防軍軍人に対して、ノルウェー人女性との 密通を奨励するなどしていた。ノルウェーのレーベンスボルンで生まれた子供の数については、ノルウェーではなく、ドイツで出産されたケースもあり、その人数についてはかなりばらつきはあるが、6000名や、8000名から1万2000人とされる。第二次世界大戦時のノルウェーでは、ドイツ敗戦までドイツ軍が駐留していたことや、レーベンスボルンの施設の数も多かったため、証拠書類の焼却が間に合わず、ドイツ人と関係を持ったノルウェー人女性及び出産した子供の身元を特定することができた。こうして、ドイツ人と関係を持ったノルウェー人女性は逮捕され、その数3000人から5000人が捕虜収容所へと送還された。ノルウェーの精神科医は、ドイツ人と関係を持った女性には精神障害があり、その子供も8割が知的障害であると断じ、レーベンスボルンで生まれた子供たちは差別され、ノルウェー政府はレーベンスボルンで生まれた子供をドイツで引き取ってもらうことを検討したが、戦後間もないドイツではそのような余裕はなく、オーストラリアへの移住を計画するも実現に至らず、一部は精神病院や養護施設に隔離、一部はスウェーデン政府が救済活動を行ない、スウェーデンへと移住させた。なお、ノルウェーのレーベンスボルンで生まれ、迫害に遭った子供については、2010年にノルウェー政府が元・子供に1人あたり3万4000ユーロを支払った。
スウェーデンのポップグループABBAのメンバーだったアンニ＝フリッド・リングスタッドも、ドイツ人ナチ党員の父とノルウェー人の母の間に生まれた子であった。彼女はノルウェーでナチス・ドイツ崩壊直後に生まれたが、ナチ残党への追及を避けるため母と共にスウェーデンへ逃れ、そこで成長したため知的障害者施設への収容は免れた。彼女もまた、実の父が存命中にもかかわらず、父は死んだものと聞かされて育てられていた。

#### レーベンスボルンで出産された子供と拉致された子供について
ヒムラーの肝いりで創設されたレーベンスボルンであったが、レーベンスボルンで生まれた子供は、エリートたる存在になったかというと、そうとも限らず、3歳になっても歩けない子供や、しゃべられない子供がいた。拉致してきた子供については、子供時代の立派な金髪碧眼も、成長すると色が変わった子もいたり、容姿も北方人種の理想とは程遠くなった子供もいた。

## ドイツ国内の施設
- 「高原荘」エーベルスベルク(de)郊外シュタインヘーリンク(de)、1936年〜45年4月、定員：母50子109
- 「ハルツ荘」ヴェルニゲローデ、1937年、母41子48
- 「マーク侯荘」クロスターハイデ(de)、1937年、母23子86
- 「ポンメルン荘」バート ポルツィン(pl)（現ポーランド領ポウツィン・ズドルイ）、1938年〜1945年2月、母60子75
- 「フリースラント荘」ブレーメン郊外（現シュバンヴェーデ(de)）、1937年〜1941年1月、母34子45
- 「タウヌス児童園」ヴィースバーデン、1939年〜1945年3月、子55
- 「戦争母の家」シュテッティン（現ポーランド領）、1940年
- 「お日さまヶ原児童園」ライプツィヒ郊外Kohren-Sahlis、1942年、子170
- 「シュヴァルツヴァルト荘」ノルトラッハ(de)（現バーデン）、1942年
- 「フランケン児童園1号、2号」ブロッケンベルク郊外アンスバッハ、1944年
- 「ミュンヘン家族村」ポーシンガー通り

## 取り扱ったフィクション作品
- ソフィーの選択：ウィリアム・スタイロンの小説および映画。ソフィーはポーランド人のカトリック信者で、アウシュビッツKLに拉致された。
- 007 美しき獲物たち：ジョン・グレン監督の映画。本作で主人公と対決するマックス・ゾリンは、レーベンスボルン出身という設定。
- Eiszeiten：ハンネロール・ヒッペ（ドイツ語版）の小説。レーベンスボルンを背景にひとりの女性の数奇な運命を描いたサスペンス。後にゲオルク・マース（ドイツ語版）監督により『誰でもない女』（Zwei Leben）のタイトルで映画化。
- 非合法員：船戸与一の小説。破壊工作員である主人公の相棒ボルマンはレーベンスボルンで産み落とされたが、先天性障害の顕現により殺処分されそうになっていたところを敗戦により生き延びたという設定。
- 鏖殺の凶鳥：佐藤大輔の小説。本編エピローグで主人公の養女となる孤児ヨセフィーネ・クニッケ（ペピ）は乳児期にSSがノルウェーより拉致してきたという設定。
- 死の泉：皆川博子の小説。レーベンスボルンに身を置く母親の目を通じて、ナチス時代の狂気を描く。
- マイ・チャイルド・レーベンスボルン - Sarepta Studioが開発したゲームソフト。プレイヤーはレーベンスボルンの里親となり、いわれなき差別が渦巻く社会の中で、彼・彼女を育てていかねばならない[76][77]。

### レーベンスボルン的施設が登場する作品
- MONSTER - 旧東欧共産圏版レーベンスボルンともいうべき作中架空施設・511キンダーハイムの出身者ヨハン・ヴィルヘルム・リーベルトと、日本人脳外科医の対決を描いた漫画作品。
- ゴルゴ13 （第51巻、文庫版では第43巻）「毛沢東の遺言」 - 日本軍の細菌部隊が同盟国ナチスドイツのレーベンスボルンを真似て設立した超高度東洋種族創出所によって誕生させられた東郷狂介（中国名：小東郷）。その足取りを追う中国弁公室（中国人民解放軍弁公室第四処"国防情報局"）と、主人公の対決が描かれる。
- 狂四郎2030 - 国策により社会の敵とされているM型遺伝子異常の子供たちを収容し、特殊軍事訓練を課す関東厚生病院という施設が作中に登場（主人公も出身者の一人）。
- 定められし運命 - 2012年のフランス映画。ナチスドイツ占領下のアルザスで育った二人の少女が、労働奉仕施設からやがてレーベンスボルンへ送られる。ドゥニ・マルバル監督。